# Johnny Flynn
Johnny Flynn (Johannesburg, Sud-àfrica, 14 de maig de 1983) és un músic i actor britànic d'origen sudafricà. És el cantant principal de la banda de folk-rock Johnny Flynn & The Sussex Wit. Com a actor, és conegut com a Joe Flynn, perquè ja existia un altre actor registrat amb el nom de "Johnny Flynn".

## Infantesa i educació
Flynn va néixer a Johannesburg, Sud Àfrica. Fill d'Eric Flyn i Caroline Forbes. Té dos germans del primer matrimoni del seu pare, els actors Jerome Flynn i Daniel Flynn i una germana gran, Kerry Flynn. Del segon matrimoni del seu pare, una germana petita, Lillie Flynn, qui canta a The Sussex Wit. Als tres anys es va mudar amb la seva família a Hampshire, Anglaterra, fugint de Sud Àfrica després que els que recolzaven l'apartheid assassinessin la cosina i marit de la seva mare, una parella mixta, per donar suport al African National Congress.
Flynn va estudiar al Winchester College, una escola independent de la ciutat de Winchester, a Hampshire, on cantava a la coral de l'església i que requeria aprendre a tocar dos instruments: el violí i la trompeta, gràcies a una beca musical. Més tard, va aprendre a tocar la guitarra i va guanyar una segona beca a Bedales School, una escola independent al poble de Steep, a prop del mercat de la ciutat de Petersfield, Hampshire.

## Carrera

### Cinema i televisió
L'any 2005, Flynn va ser un dels Screen International's Stars of Tomorrow. És més conegut pel seu rol principal com a Dolf Vega a la pel·lícula Croades: Atrapat en el passat (2006). Va tenir petits papers a les sèries de televisió Murder in Suburbia, Holby City i Kingdom.
L'any 2013, Flynn va aparèixer a Song One, una pel·lícula protagonitzada per Anne Hathaway. Flynn interpreta a un músic anomenat James Forrester, qui al final acaba relacionant-se amb el personatge de Hathaway.
L'any 2014, va aparèixer a la sèrie de televisió del Canal 4 Scrotal Recall.
L'any 2017 protagonitza la sèrie de Disney Genius, on dona vida a un jove Albert Einstein.

### Teatre
Flynn ha actuat a Propeller's all-male Shakespeare troupe, interpretant a Curtis (The Taming of the Shrew) i Sebastian (Twelfth Night) a la temporada del 2007. Ha actuat també en algunes altres obres, incloses l'obra de Richard Bean, The Heretic al Royal Court Theatre (2011). Johnny Flynn també va interpretar el rol de Lee a Jerusalem, l'obra debut de Jez Butterworth, pel qual va ser nominat a un Premi Olivier per a millor actor secundari. A l'estiu del 2012, Flynn va aparèixer a Shakespeare's Globe Theatre's productions of Richard III, com a Lady Anne. Les procuccions es van transferir al Teatre Apollo al West End, fins al febrer del 2013. Al març del 2013 Flynn va interpretar el paper principal a l'obra de Bruce Norris, The Low Road at the Royal Court.

### Música
Flynn ha gravat diversos àlbums d'estudi, i compon cançons d'influència folk. Ha escrit la cançó principal de la sèrie televisiva del Canal 4, Detectorists, i va fer un cameo interpretant la cançó a l'episodi 3.

## Filmografia

### Cinema
| Any  | Títol                         | Paper             | Notes |
| ---- | ----------------------------- | ----------------- | ----- |
| 2006 | Croades: Atrapat en el passat | Dolf Vega         |       |
| 2011 | Lotus Eaters                  | Charlie           |       |
| 2012 | Something in the Air          |                   |       |
| 2014 | Song One                      | James Forrester   |       |
| 2015 | Clouds of Sils Maria          | Christopher Giles |       |
| 2015 | A Smallholding                | Tonkey            |       |

### Televisió
| Any  | Títol                     | Paper                | Notes                  |
| ---- | ------------------------- | -------------------- | ---------------------- |
| 2005 | Murder in Suburbia        | Josh Egan            | 1 episode              |
| 2006 | Holby City                | Karl Massingham      | 1 episodi              |
| 2008 | Kingdom                   | David Matthews       | 1 episodi              |
| 2014 | Detectorists              | Johnny Piper         | 1 episodi              |
| 2014 | Lovesick (Scrotal Recall) | Dylan Witter         | 22 episodis            |
| 2015 | Brotherhood               | Toby                 | 8 episodis             |
| 2017 | Genius                    | Jove Albert Einstein | 10 episodis            |
| 2018 | Vanity Fair               | William Dobbin       | 7                      |
| 2018 | Les Misérables            | Felix Tholomyès      | Minisèrie de televisió |

## Discografia
- A Larum (2008)
- Been Listening (2010)
- A Film Score of a Bag of Hammers (2012)
- Country Mile (2013)